# 箕面市立豊川南小学校
箕面市立豊川南小学校（みのおしりつ とよかわみなみ しょうがっこう）は、大阪府箕面市にある公立小学校。
箕面市東部の住宅地を校区とする。1979年に箕面市立東小学校より分離開校した。

## 沿革
- 1979年4月1日 - 箕面市立豊川南小学校として開校。
- 1979年6月6日 - 校舎竣工式典を実施。この日を創立記念日とする。
- 1979年10月25日 - 校旗・校歌披露。
- 1980年4月1日 - 養護学級設置。
- 1986年 - 文部省より勤労生涯学習研究推進校に指定される。
- 1992年 - 文部省より、外国人子女日本語指導研究校の指定を受ける。
- 1997年 - 小学生ボランティア体験推進事業協力校に指定される。
- 2000年 - 箕面市口腔衛生推進校に指定される。
- 2018年 - 40周年記念式典が行われる。学校のキャラクター「とよたろう」が作られる。

## 通学区域
- 箕面市 粟生新家1丁目、小野原西、小野原東。

卒業生は基本的に箕面市立第四中学校に進学する。

## 交通
- 阪急バス 「小野原」より南へ徒歩８分、「小野原南」より北へ徒歩５分。
- 大阪モノレール彩都線 豊川駅 南西へ約1.2km。
- 阪急千里線 北千里駅 北東へ約2.1km。

## 著名な出身者
- 堀潤（ジャーナリスト、元NHKアナウンサー）[1]
- 髙島崚輔（兵庫県芦屋市長）[2]
- 鈴木愛美（ピアニスト）[3]
- もこう（ゲーム実況者）